# 立憲民主党 (イタリア)
立憲民主党（りっけんみんしゅとう、Partito Democratico Costituzionale; PDC）は、社会自由主義を掲げたイタリアの政党。
1913年に第一党の自由連合から左派議員が独立して発足。自由連合とは連立を組んで与党として存続した。直後の1913年の総選挙、立憲民主党は南イタリアを拠点として活動し、北部では自由連合との統一候補を擁立した。立憲民主党は定数508のうち29議席を獲得した。
1919年、立憲民主党は他の自由主義政党と合流し、イタリア社会民主党となった。イタリア社会民主党は同年の総選挙で60議席を獲得した。

## 選挙結果
| 代議院 |          |          |            |      |      |
| 年     | 総得票数 | 総得票率 | 獲得議席数 | 増減 | 党首 |
| 1913年 | 277,251  | 5.5 %    | 29 / 508   | –    | 共同 |